# Euphorbia engelmannii
Euphorbia engelmannii es una especie fanerógama perteneciente a la familia de las euforbiáceas.  Es originaria de  Chile.

## Taxonomía
Euphorbia engelmannii fue descrita por Pierre Edmond Boissier y publicado en Centuria Euphorbiarum 15. 1860.
Etimología
Euphorbia: nombre genérico que deriva del médico griego del rey Juba II de Mauritania (52 a 50 a. C. - 23), Euphorbus, en su honor – o en alusión a su gran vientre –  ya que usaba médicamente Euphorbia resinifera. En 1753 Carlos Linneo asignó el nombre a todo el género.
engelmannii: epíteto otorgado en honor del médico y botánico estadounidense de origen alemán George Engelmann (1809-1884), estudioso de la flora local.
Sinonimia
- Chamaesyce engelmannii (Boiss.) Soják
- Euphorbia engelmannii var. depressa Boiss.
- Euphorbia hortensis Engelm. ex Boiss.
- Euphorbia inclinata Boiss.
- Euphorbia rotundifolia Hook. & Arn.[6][1]